# THE WORLD (BENNIE Kのアルバム)
『THE WORLD』（ザ・ワールド）は、BENNIE Kの5枚目のオリジナルアルバム。2007年5月23日発売。

## 概要
- アルバムとしては2006年の『ザ・ベニーケー・ショウ～on the floor編～』から9ヶ月ぶり、オリジナルアルバムとしては2005年の『Japana-rhythm』から1年6ヶ月ぶりのニューアルバムである。
- 「BENNIE K流音楽の旅」として、シングル「Joy Trip」ではカントリー風の音楽、「1001Nights」ではアラビア風の音楽を披露してきたが、本作はこの「BENNIE K流音楽の旅」の集大成的内容となっている。
- 世界各国の民族楽器を取り入れたり、その国を思わせる曲調やタイトルにするなど、アルバムのコンセプトを崩さないよう工夫がされている。
- 曲順は「世界一周」を思わせるような順番になっている。

## 収録曲
1. ある朝 ～Opening～
2. Joy Trip
11thシングル。「レコード会社直営♪サウンド」CMソング
カントリー風な楽曲。
3. Passista de Samba
ラテン風の楽曲。
4. SATISFACTION
11thシングルのカップリング曲。「au by KDDI」CMソング。
The Rolling Stonesのカバー。ロックサウンドと民族楽器をミックスさせており、シングル収録のものを更にアレンジするかたちとなる。
5. 英→仏→独 ～Interlude～
6. 風利眼 in the house
ヨーロッパのクラブシーンを意識した楽曲。
7. ララライ LIE!?
ロシア風な楽曲であり、歌詞にロシア語の単語が含まれている。
8. 1001Nights
12thシングル。アラビアを思わせる楽曲。シングル収録のものと異なり、ミュージック・ビデオの音源に近いかたちでの収録。
9. echo
山脈地帯や大自然を思わせる楽曲。スイスを意識している。
10. Matador Love
再びラテン風な楽曲。歌詞にスペイン語の単語が含まれている。
11. SAFARI
アフリカの夜を思わせるような楽曲になっている。
12. 帰路... ～Interlude～
リサ・ステッグマイヤーが航空機内ラジオのナビゲーターを、バッキー木場が機内アナウンスを担当している。BGMとして「Doggy Love」（『ザ・ベニーケー・ショウ～on the floor編～』に収録）が使用されている。
13. 青い鳥
和楽器を取り入れるなど日本を表現した楽曲。
14. Around THE WORLD ～Reprise～
器楽曲。当アルバムの楽曲をメドレーにしたものをストリングスアレンジ。
15. ワイハ
タイトル通りハワイアンな楽曲。当楽曲の歌詞カードのみ独立している。

## 参加ミュージシャン
- 作詞：BENNIE K（#2・3,#6～11,#13,#15）、ミック・ジャガー（#4）、キース・リチャーズ（#4）
- 作曲：BENNIE K（#2・3,#6～11,#13,#15）、HAMMER(2BACKKA)（#2,#11）、Mine-Chang（#2,#3,#7～9）、ミック・ジャガー（#4）、キース・リチャーズ（#4）、DJ SUZUKI（#6）、井筒"Growth"伸太郎（#10）、SiZK（#13）、Ryosuke Imai（#15）
- 編曲：HAMMER（#2,#11）、Mine-Chang（#2,#3,#7～9）、DJ SUZUKI（#6）、井筒"Growth"伸太郎（#10）、SiZK（#13）、Ryosuke Imai（#15）